# Megina
Megina település Spanyolországban, Guadalajara tartományban. Megina Traíd, Chequilla, Peralejos de las Truchas és Pinilla de Molina községekkel határos. Lakosainak száma 27 fő (2024).

## Népesség
A település népessége az utóbbi években az alábbiak szerint változott:
| Lakosok száma | 75   | 57   | 54   | 57   | 55   | 50   | 39   | 32   | 35   | 27   |
|               | 2001 | 2004 | 2006 | 2009 | 2011 | 2014 | 2016 | 2019 | 2021 | 2024 |